# Rue des Fourreurs
La rue des Fourreurs est une ancienne voie de Paris, aujourd'hui disparue, située dans l'ancien 4e arrondissement (actuellement 1er arrondissement). Elle est absorbée par la rue des Halles à la fin des années 1860.

## Situation
Cette rue commençait aux 41-30, rue des Lavandières-Sainte-Opportune et aux 1-2, place Sainte-Opportune et finissait aux 12-14, rue des Déchargeurs. Située dans l'ancien 4e arrondissement en partie dans le quartier des Marchés pour les numéros pairs et en partie dans le quartier Saint-Honoré pour les numéros impairs, elle était prolongée à l'ouest par la rue de la Limace.
Les numéros de la rue étaient noirs. Le dernier numéro impair était le no 19 et le dernier numéro pair était le no 22.

## Origine du nom
Elle porte ce nom parce qu'une grande quantité de fourreurs s'y établirent et que la confrérie des pelletiers y avait une maison en 1459.

## Historique
Du XIIIe au XVe siècle, elle se nommait « rue de la Cordouannerie », « rue de la Cordonnerie », puis « rue de la Vieille-Cordonnerie », du fait de la présence des cordonniers. Cette voie est citée dans Le Dit des rues de Paris, de Guillot de Paris, sous la forme « rue de la Cordoüanerie ».
Au milieu du XIIIe siècle, la rue est presque entièrement bordée de constructions. Vers 1295, la confrérie des pelletiers s'y établit et y possède une maison dès 1489. En 1642, la rue compte encore huit cordonniers. C'est au XVIIe siècle que la voie prend le nom de « rue des Fourreurs ». Au milieu du XVIIIe siècle, on la trouve sous le nom de « petite rue Sainte-Opportune ».
Elle est citée sous le nom de « rue de la Cordonnerie » dans un manuscrit de 1636.
Une décision ministérielle du 12 fructidor an V (29 août 1797) signée Neufchâteau fixe la largeur de la rue des Fourreurs à 8 mètres. Une ordonnance royale du 9 décembre 1838 porte la largeur de la rue à 10 mètres.
Les maisons nos 2, 4 et 6 ont été démolies en 1839 pour l’élargissement de la place Sainte-Opportune, réalisé dans le cadre du percement de la rue Sainte-Opportune.
D’après un décret du 10 mars 1852, la largeur de la rue des Fourreurs devait être portée à 15 m, mais dans le cadre du percement de la rue des Halles, il est décidé par décret impérial du 21 juin 1854 d'exproprier toutes les maisons du côté pair. Le plan parcellaire des propriétés à exproprier pour exécuter l’achèvement de la rue des Halles entre la place Sainte-Opportune et la rue de la Tonnellerie est publié le 6 septembre 1865.
La rue est absorbée par la rue des Halles, seules quatre maisons de cette rue existent encore et correspondent aux actuels nos 12, 14, 16 et 18 de la rue des Halles.